# Cybaeus mellotteei
Espèce
Synonymes
- Cicurina mellotei Simon, 1886

Cybaeus mellotteei est une espèce d'araignées aranéomorphes de la famille des Cybaeidae.

## Distribution
Cette espèce est endémique du Japon.

## Description
La femelle holotype mesure 5,5 mm.

## Étymologie
Cette espèce est nommée en l'honneur d'Anatole Mellottée.

## Publication originale
- Simon, 1886 : Descriptions de quelques espèces nouvelles de la famille des Agelenidae. Annales de la Société entomologique de Belgique, vol. 30, p. 56-61 (texte intégral).